# Konzeptmusik
Die Konzeptmusik (auch Neuer Konzeptualismus) hat sich seit den 2000er Jahren im Bereich der  Neuen Musik herausgebildet. Die wichtigsten Vertreter dieses Musikstils sind die Komponisten Peter Ablinger, Antoine Beuger, Patrick Frank, Johannes Kreidler, Trond Reinholdtsen und Anton Wassiljew. Historische Vorläufer sind die Konzeptkunst und Fluxus.
Maßgeblich für die Konzeptmusik ist eine singuläre Idee, die das gesamte Musikstück determiniert, im Idealfall ohne weiteren Eingriff des Komponisten. Die Konzeptmusik kann viele verschiedene Techniken und Ansätze einbeziehen wie Readymades, Appropriation, Algorithmische Komposition, Multimedia und politische Musik, weshalb mitunter gesagt wird, dass es sich nicht um einen eigentlichen „Ismus“ handelt. Das Aufkommen der Konzeptmusik seit dem neuen Jahrtausend wird vor allem mit der Digitalen Revolution assoziiert.

## Wichtige Werke der Konzeptmusik
- Peter Ablinger, Weiß/Weißlich
- Johannes Kreidler, Fremdarbeit
- Johannes Kreidler, Charts Music
- Patrick Frank, The Law of Quality
- Anton Wassiljew, Klavierstück I
- Cory Arcangel, Arnold Schoenberg Opus 11 Cute Kittens
- Jarrod Fawler, Wittgenstein to Fawler